# Fordyce (Nebraska)
Fordyce é uma vila localizada no estado americano de Nebraska, no Condado de Cedar.

## Demografia
Segundo o censo americano de 2000, a sua população era de 182 habitantes.
Em 2006, foi estimada uma população de 168, um decréscimo de 14 (-7.7%).

## Geografia
De acordo com o United States Census Bureau, a localidade tem uma área de 0,4 km², sem área coberta por água. Fordyce localiza-se a aproximadamente 418 m acima do nível do mar.

## Localidades na vizinhança
O diagrama seguinte representa as localidades num raio de 24 km ao redor de Fordyce.